# Puzzle (película de 2014)
Puzzle (パズル?) es una película japonesa de terror escolar de 2014 dirigida por Eisuke Naito y basada en la novela de Yusuke Yamada. Se estrenó el 8 de marzo de 2014 en Japón.

## Reparto
- Kaho como Azusa Nakamura
- Shūhei Nomura como Shigeo Yuasa
- Kazuya Takahashi
- Saori Yagi
- Kokone Sasaki
- Ryuzo Tanaka
- Baku Owada